# Okręg wyborczy nr 63 do Sejmu Polskiej Rzeczypospolitej Ludowej (1989–1991)
Okręg wyborczy nr 63 do Sejmu Polskiej Rzeczypospolitej Ludowej (1989–1991) obejmował Łódź-Widzew oraz gminy Andrespol, Głowno, Głowno (gmina wiejska), Nowosolna i Stryków (województwo łódzkie). W ówczesnym kształcie został utworzony w 1989. Wybieranych było w nim 2 posłów w systemie większościowym.
Siedzibą okręgowej komisji wyborczej była Łódź-Widzew.

## Wybory parlamentarne 1989

### Mandat nr 242 –Zjednoczone Stronnictwo Ludowe
| Kandydat | I tura | I tura | II tura | II tura |
| Kandydat | Głosów | %      | Głosów  | %       |
| --- | ------ | ------ | ------- | ------- |
| Bogdan Łukasiewicz                                                                                            | 15 689 | 24,24  | 21 328  | 43,56   |
| Andrzej Sypka                                                                                                 | 12 984 | 20,06  | 17 280  | 35,29   |
| Józef Szklanny                                                                                                | 9581   | 14,80  | —       | —       |
| Liczba głosów ważnych: 64 730 (I tura) • 48 959 (II tura) Źródło: Państwowa Komisja Wyborcza I tura i II tura |        |        |         |         |

### Mandat nr 243 – bezpartyjny
| Kandydat                                                         | Głosów | %     |
| ---------------------------------------------------------------- | ------ | ----- |
| Stefan Myszkiewicz-Niesiołowski                                  | 42 495 | 64,53 |
| Andrzej Pakulski                                                 | 12 875 | 19,55 |
| Jan Moos                                                         | 6718   | 10,20 |
| Liczba głosów ważnych: 65 857 Źródło: Państwowa Komisja Wyborcza |        |       |